# Alpioniscus herzegowinensis
Alpioniscus herzegowinensis là một loài chân đều trong họ Trichoniscidae. Loài này được Verhoeff miêu tả khoa học năm 1931.